# Sylvain Curinier
Sylvain Curinier (* 15. března 1969 Lons-le-Saunier) je bývalý francouzský vodní slalomář, kajakář závodící v kategorii K1.
Na mistrovstvích světa získal v roce 1993 stříbro v závodě hlídek K1. Na Letních olympijských hrách 1992 v Barceloně vybojoval stříbrnou medaili v individuálním závodě K1.